# 米亞京 (姆利尼夫區)
50°27′15″N 25°39′31″E / 50.45417°N 25.65861°E
米亞京（烏克蘭語：Мятин），是烏克蘭西北部的村莊，隸屬里夫內州的杜布諾區。該村始建於1803年，面積5.14平方公里，海拔高度207米，2001年人口224，人口密度每平方公里43.6人。